# Leichtathletik-Weltmeisterschaften 2007/800 m der Frauen

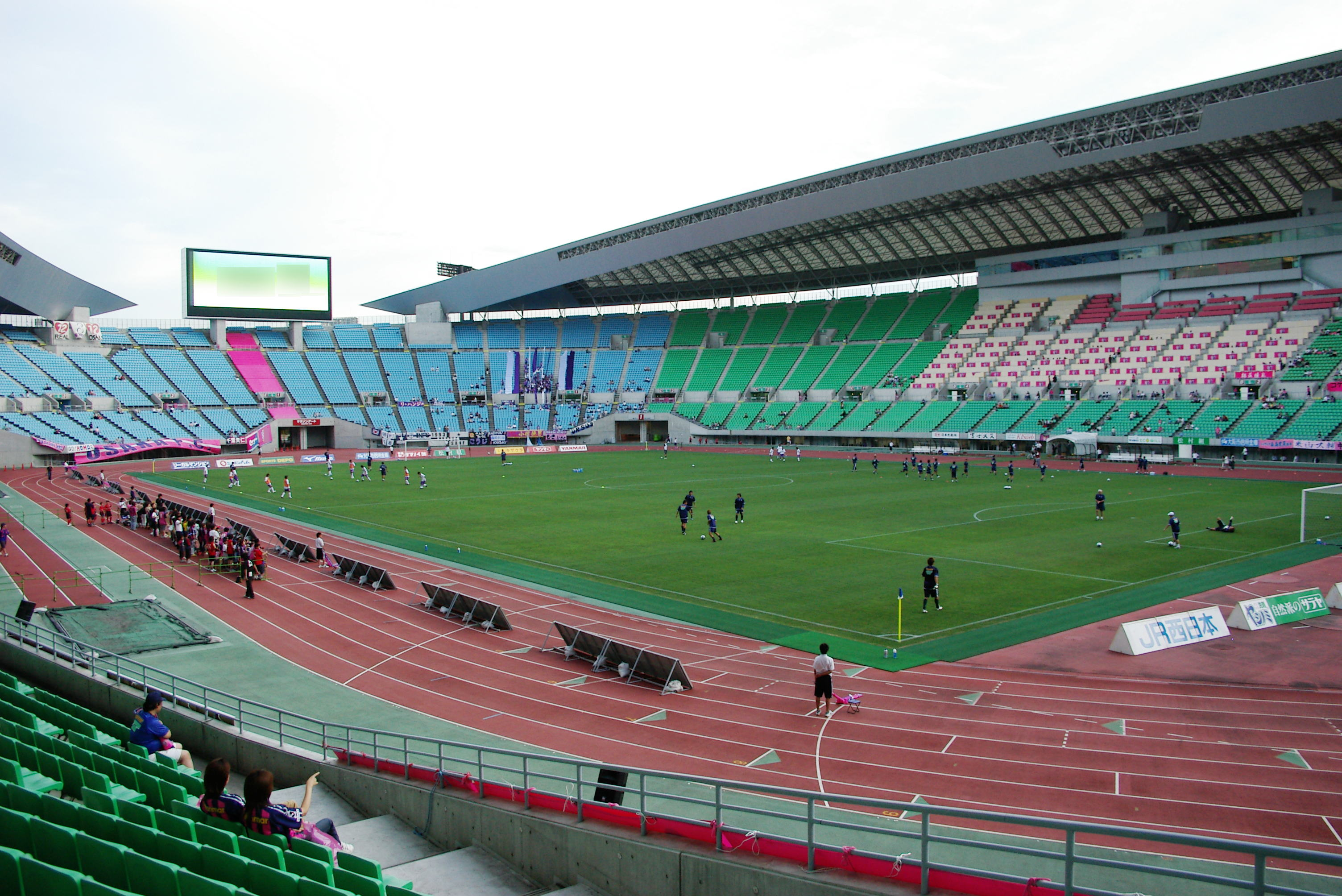
Das Nagai-Stadion in Osaka im Jahr 2004

Der 800-Meter-Lauf der Frauen bei den Leichtathletik-Weltmeisterschaften 2007 wurde vom 25. bis 28. August 2007 im Nagai-Stadion der japanischen Stadt Osaka ausgetragen.
Weltmeisterin wurde die kenianische Afrikameisterin von 2006 Janeth Jepkosgei Busienei.

Wie bei den Weltmeisterschaften 2005 belegte die marokkanische Olympiazweite von 2004, Afrikameisterin von 2000, Vizeafrikameisterin von 1998 Hasna Benhassi den zweiten Platz. Sie war 2002 darüber hinaus Dritte der Afrikameisterschaften über 1500 Meter

Die spanische Vizeeuropameisterin von 2002 Mayte Martínez gewann die Bronzemedaille.

## Bestehende Rekorde
| Weltrekord | 1:53,28 min | Jarmila Kratochvílová | München, BR Deutschland       | 26. Juli 1983  |
| WM-Rekord  | 1:54,68 min | Jarmila Kratochvílová | WM 1983 in Helsinki, Finnland | 9. August 1983 |

Der seit den ersten Weltmeisterschaften 1983 bestehende WM-Rekord wurde auch bei diesen Weltmeisterschaften nicht erreicht.
Es wurden zwei Weltjahresbestleistungen und zwei Landesrekorde aufgestellt.
- Weltjahresbestleistungen:
  - 1:56,17 min – Janeth Jepkosgei Busienei (Kenia), 3. Halbfinale am 26. August
  - 1:56,04 min – Janeth Jepkosgei Busienei (Kenia), Finale am 28. August
- Landesrekorde:
  - 2:15,72 min – Emilia Mikue Ondo (Äquatorialguinea), 1. Vorlauf am 25. August
  - 2:07,28 min – Fatimoh Muhammed (Liberia), 3. Vorlauf am 25. August

## Doping
Die im Vorlauf ausgeschiedene Russin Swetlana Tscherkassowa wurde kurz vor den Olympischen Spielen 2008 nach der Auswertung von Nachtests mit positiven Resultaten zusammen mit sechs weiteren russischen Sportlern für zwei Jahre gesperrt. Ihr Resultat bei diesen Weltmeisterschaften wurde annulliert.

## Vorrunde
Die Vorrunde wurde in sechs Läufen durchgeführt. Die ersten vier Athletinnen pro Lauf – hellblau unterlegt – sowie die darüber hinaus sechs zeitschnellsten Läuferinnen – hellgrün unterlegt – qualifizierten sich für das Halbfinale.

### Vorlauf 1
25. August 2007, 19:30 Uhr
| Platz | Name              | Nation           | Zeit (min) |
| ----- | ----------------- | ---------------- | ---------- |
| 1     | Swetlana Kljuka   | Russland         | 2:00,11    |
| 2     | Marian Burnett    | Guyana           | 2:00,53    |
| 3     | Amina Aït Hammou  | Marokko          | 2:00,85    |
| 4     | Mihaela Neacșu    | Rumänien         | 2:01,08    |
| 5     | Alice Schmidt     | USA              | 2:02,49    |
| 6     | Josiane Tito      | Brasilien        | 2:03,70    |
| 7     | Natalia Gallego   | Andorra          | 2:13,46    |
| 8     | Emilia Mikue Ondo | Äquatorialguinea | 2:15,72 NR |

### Vorlauf 2

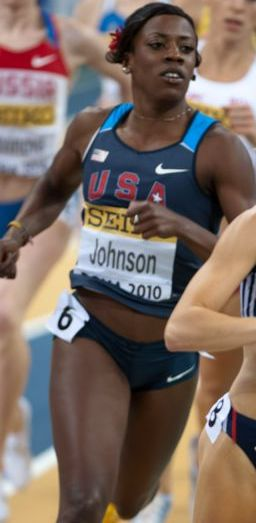
Als Vierte ihres Vorlaufs schaffte es Alysia Montaño nicht ins Halbfinale

25. August 2007, 19:37 Uhr
| Platz | Name            | Nation              | Zeit (min) |
| ----- | --------------- | ------------------- | ---------- |
| 1     | Olga Kotljarowa | Russland            | 2:01,75    |
| 2     | Marilyn Okoro   | Großbritannien      | 2:01,79    |
| 3     | Zulia Calatayud | Kuba                | 2:01,81    |
| 4     | Alysia Montaño  | USA                 | 2:02,11    |
| 5     | Rosibel García  | Kolumbien           | 2:02,86    |
| 6     | Liu Qing        | Volksrepublik China | 2:04,35    |
| 7     | Lillian Silva   | Angola              | 2:09,17    |

### Vorlauf 3

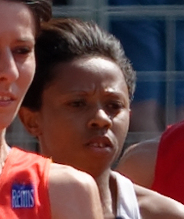
Eliane Saholinirina (rechts) schied als Sechste ihres Vorlaufs aus

25. August 2007, 19:44 Uhr
| Platz | Name                   | Nation         | Zeit (min) |
| ----- | ---------------------- | -------------- | ---------- |
| 1     | Maria de Lurdes Mutola | Mosambik       | 2:00,00    |
| 2     | Jenny Meadows          | Großbritannien | 2:00,14    |
| 3     | Brigita Langerholc     | Slowenien      | 2:00,20    |
| 4     | Ewelina Sętowska-Dryk  | Polen          | 2:00,45    |
| 5     | Elisa Cusma Piccione   | Italien        | 2:00,54    |
| 6     | Eliane Saholinirina    | Madagaskar     | 2:06,57    |
| 7     | Fatimoh Muhammed       | Liberia        | 2:07,28 NR |
| 8     | Gharid Ghrouf          | Palästina      | 2:30,35    |

### Vorlauf 4

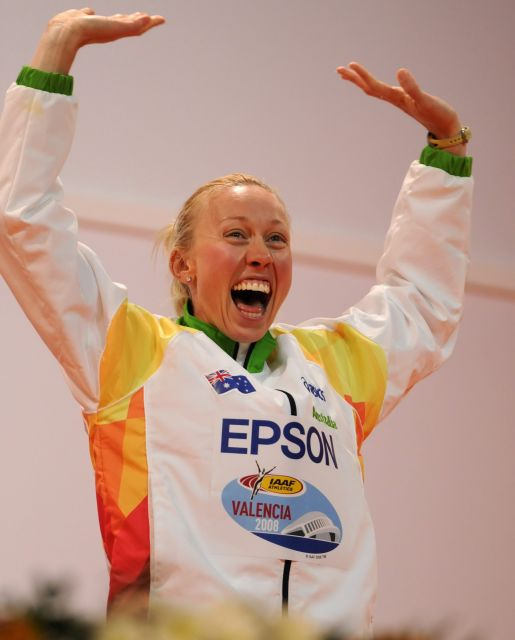
Tamsyn Manou verfehlte die nächste Runde um einen Rang
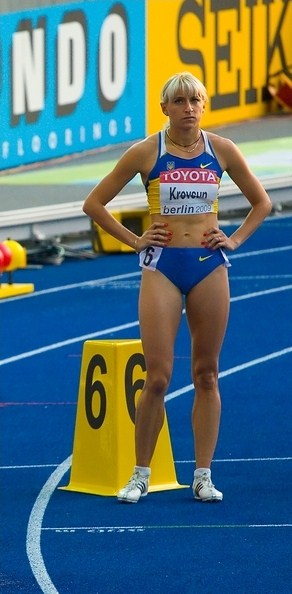
Julija Krewsuns fünfter Rang in ihrem Vorlauf reichte nicht zum Weiterkommen
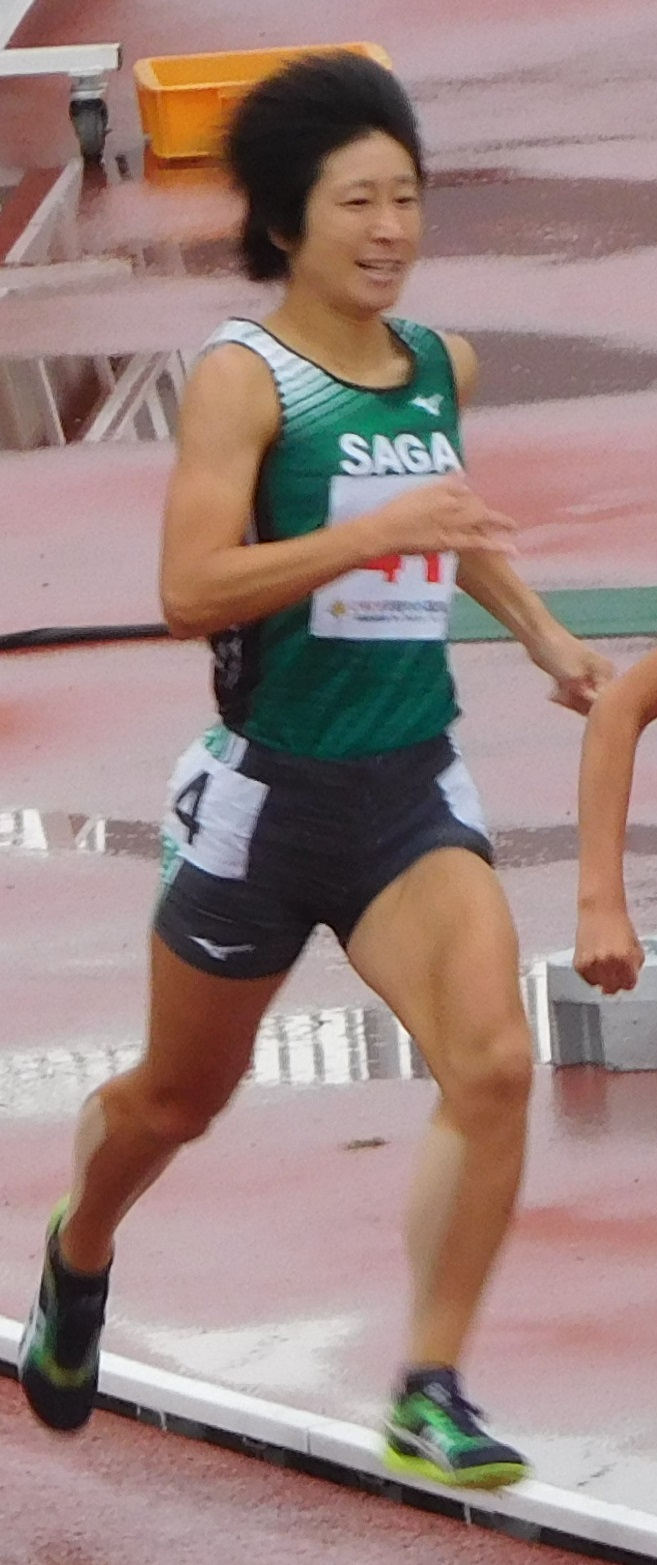
Ayako Jinnouchi – Rang sieben im vierten Vorlauf und damit nicht mehr dabei

25. August 2007, 19:51 Uhr
| Platz | Name                       | Nation         | Zeit (min) |
| ----- | -------------------------- | -------------- | ---------- |
| 1     | Hasna Benhassi             | Marokko        | 2:00,31    |
| 2     | Jemma Simpson              | Großbritannien | 2:00,47    |
| 3     | Liliana Bărbulescu-Popescu | Rumänien       | 2:00,73    |
| 4     | Tamsyn Manou               | Australien     | 2:01,21    |
| 5     | Julija Krewsun             | Ukraine        | 2:02,45    |
| 6     | Rikke Albertsen            | Dänemark       | 2:03,75    |
| 7     | Ayako Jinnouchi            | Japan          | 2:07,34    |

### Vorlauf 5
25. August 2007, 19:58 Uhr
| Platz | Name                 | Nation  | Zeit (min) |
| ----- | -------------------- | ------- | ---------- |
| 1     | Swjatlana Ussowitsch | Belarus | 1:59,95    |
| 2     | Kenia Sinclair       | Jamaika | 2:00,35    |
| 3     | Diane Cummins        | Kanada  | 2:00,38    |
| 4     | Tetjana Petljuk      | Ukraine | 2:00,45    |
| 5     | Hazel Clark          | USA     | 2:00,61    |
| 6     | Seltana Aït Hammou   | Marokko | 2:00,74    |
| 7     | Nicole Layson        | Guam    | 2:36,14    |
| DNS   | Marcela Britos       | Uruguay |            |

### Vorlauf 6
25. August 2007, 20:05 Uhr
| Platz | Name                       | Nation                       | Zeit (min) |
| ----- | -------------------------- | ---------------------------- | ---------- |
| 1     | Janeth Jepkosgei Busienei  | Kenia                        | 1:58,95    |
| 2     | Mayte Martínez             | Spanien                      | 1:59,58    |
| 3     | Lucia Klocová              | Slowakei                     | 1:59,72    |
| 4     | Agnes Samaria              | Namibia                      | 1:59,76    |
| 5     | Élodie Guégan              | Frankreich                   | 2:00,43    |
| 6     | Elizet Banda               | Sambia                       | 2:09,90    |
| 7     | Mireille Derebona-Ngaisset | Zentralafrikanische Republik | 2:30,08    |
| DOP   | Swetlana Tscherkassowa     | Russland                     |            |

## Halbfinale
In den drei Halbfinalläufen qualifizierten sich die jeweils ersten beiden Athletinnen – hellblau unterlegt – sowie die darüber hinaus zwei zeitschnellsten Läuferinnen – hellgrün unterlegt – für das Finale.

### Halbfinallauf 1
26. August 2007, 19:35 Uhr
| Platz | Name                       | Nation         | Zeit (min) |
| ----- | -------------------------- | -------------- | ---------- |
| 1     | Swjatlana Ussowitsch       | Belarus        | 1:58,11    |
| 2     | Olga Kotljarowa            | Russland       | 1:58,56    |
| 3     | Lucia Klocová              | Slowakei       | 1:58,62    |
| 4     | Elisa Cusma Piccione       | Italien        | 1:58,63    |
| 5     | Liliana Bărbulescu-Popescu | Rumänien       | 2:00,07    |
| 6     | Jemma Simpson              | Großbritannien | 2:00,48    |
| 7     | Diane Cummins              | Kanada         | 2:00,51    |
| 8     | Hazel Clark                | USA            | 2:02,92    |

Im ersten Halbfinale ausgeschiedene Läuferinnen:

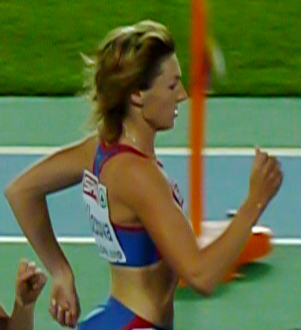
Lucia Klocová Rang drei in 1:58,62 min
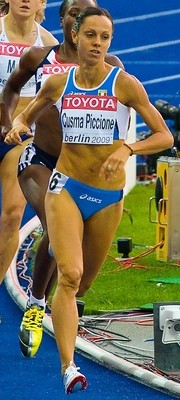
Elisa Cusma Piccione Rang vier in 1:58,63 min
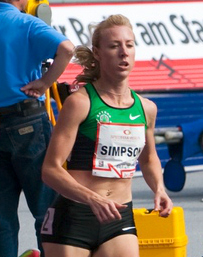
Jemma Simpson Rang sechs in 2:00,48 min
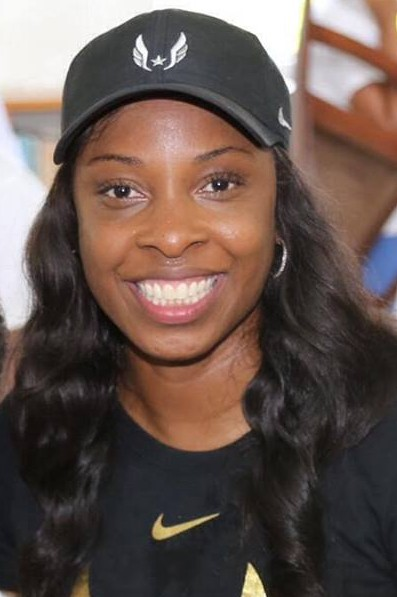
Hazel Clark Rang acht in 2:00,92 min

### Halbfinallauf 2

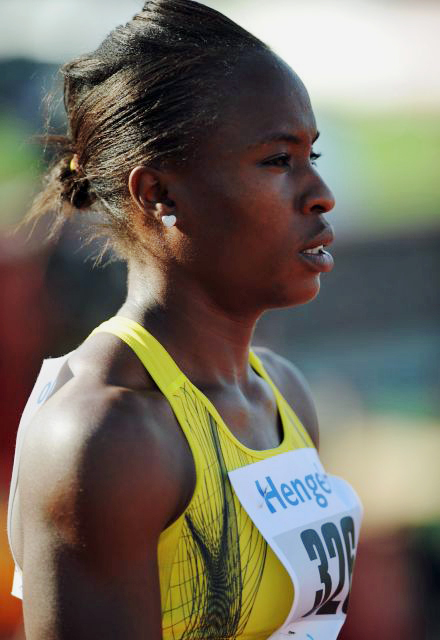
Trotz einer Zeit unter zwei Minuten reichte es für Marilyn Okoro nicht zur Finalteilnahme
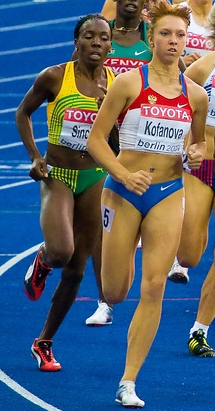
Kenia Sinclair (in Gelb) scheiterte als Fünfte ihres Rennens im Semifinale
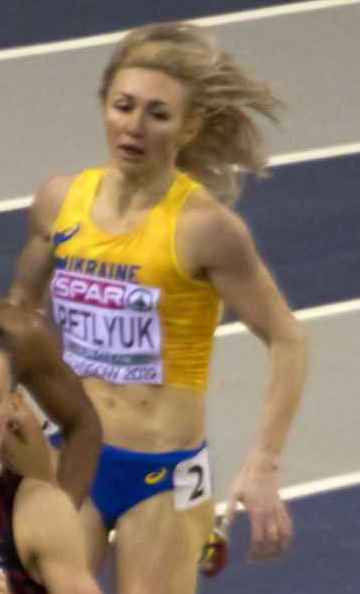
Tetjana Petljuk – Platz sechs im zweiten Halbfinale und damit ausgeschieden

26. August 2007, 19:44 Uhr
| Platz | Name             | Nation         | Zeit (min) |
| ----- | ---------------- | -------------- | ---------- |
| 1     | Swetlana Kljuka  | Russland       | 1:58,97    |
| 2     | Mayte Martínez   | Spanien        | 1:59,32    |
| 3     | Amina Aït Hammou | Marokko        | 1:59,51    |
| 4     | Marilyn Okoro    | Großbritannien | 1:59,63    |
| 5     | Kenia Sinclair   | Jamaika        | 2:00,25    |
| 6     | Tetjana Petljuk  | Ukraine        | 2:00,90    |
| 7     | Marian Burnett   | Guyana         | 2:01,02    |
| 8     | Zulia Calatayud  | Kuba           | 2:06,97    |

### Halbfinallauf 3
26. August 2007, 19:53 Uhr
| Platz | Name                      | Nation         | Zeit (min) |
| ----- | ------------------------- | -------------- | ---------- |
| 1     | Janeth Jepkosgei Busienei | Kenia          | 1:56,17 WL |
| 2     | Hasna Benhassi            | Marokko        | 1:56,84    |
| 3     | Maria de Lurdes Mutola    | Mosambik       | 1:56,98    |
| 4     | Brigita Langerholc        | Slowenien      | 1:58,41    |
| 5     | Jenny Meadows             | Großbritannien | 1:59,39    |
| 6     | Élodie Guégan             | Frankreich     | 1:59,46    |
| 7     | Ewelina Sętowska-Dryk     | Polen          | 2:01,02    |
| 8     | Agnes Samaria             | Namibia        | 2:02,25    |

Im dritten Halbfinale ausgeschiedene Läuferinnen:

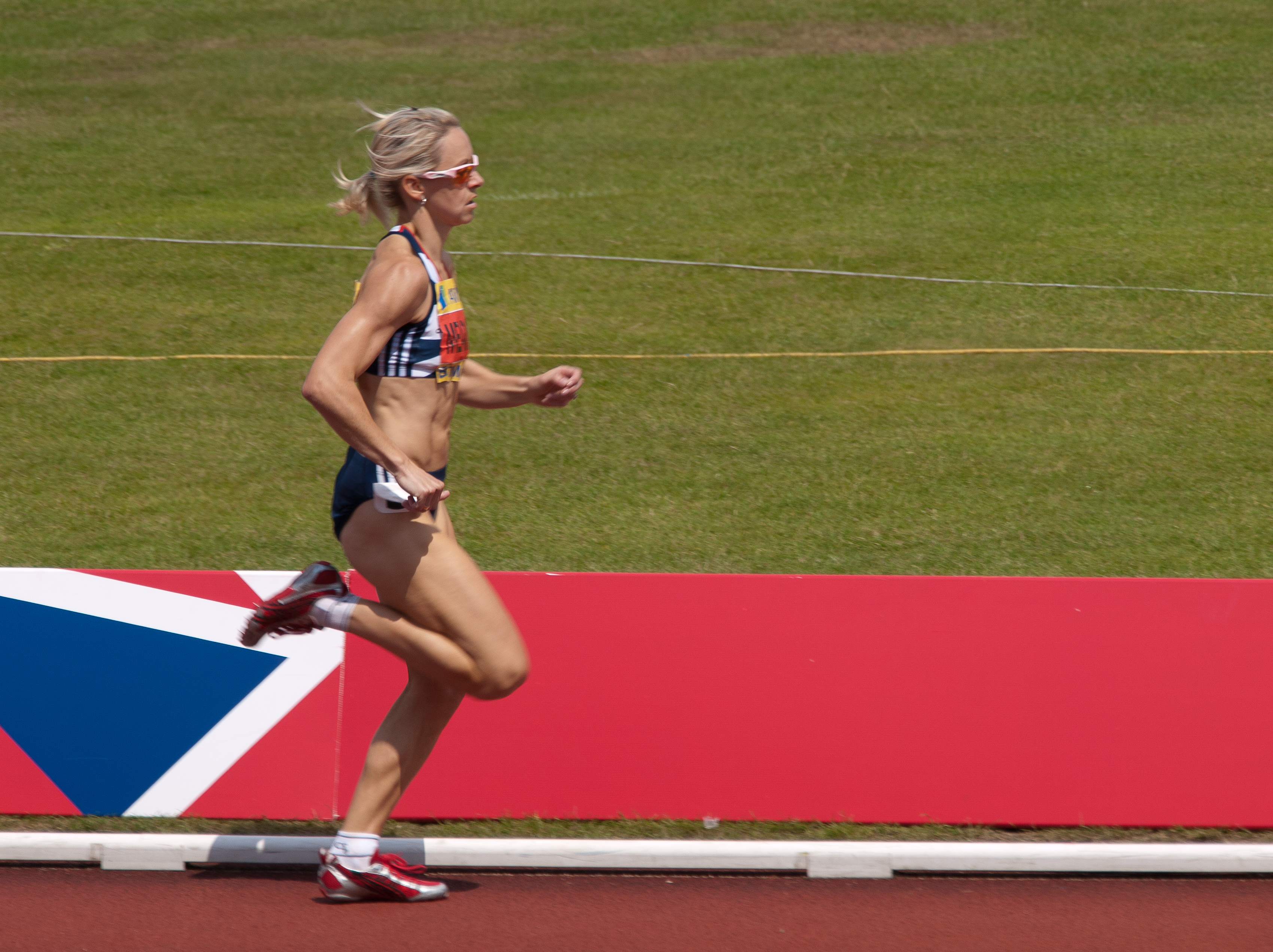
Jenny Meadows Rang fünf in 1:59,39 min
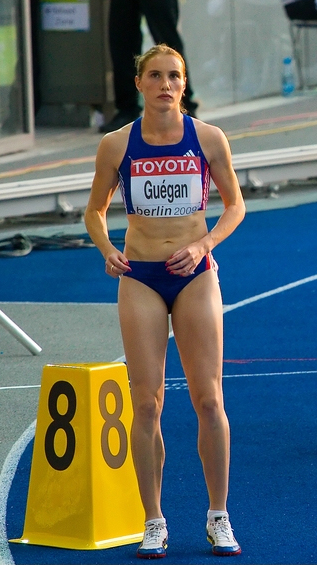
Élodie Guégan Rang sechs in 1:59,46 min
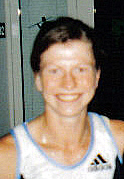
Ewelina Sętowska-Dryk Rang sieben in 2:01,02 min
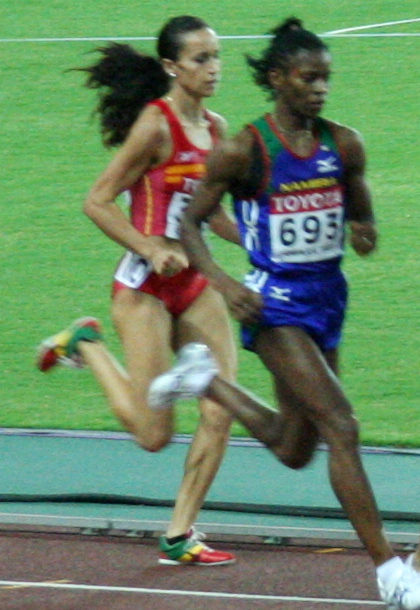
Agnes Samaria (rechts) Rang acht in 2:02,25 min

## Finale
28. August 2007, 21:20 Uhr

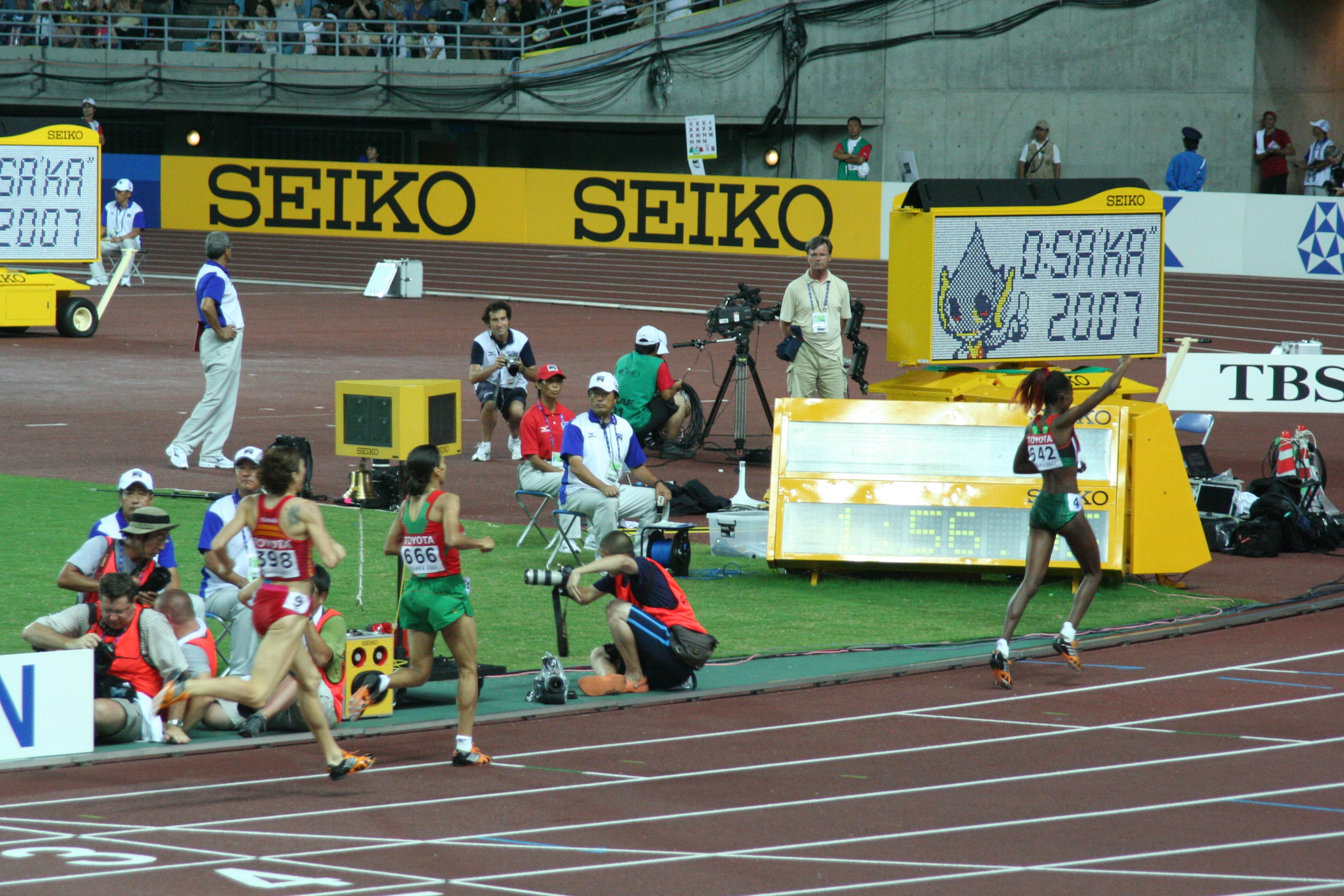
Zieleinlauf über 800 Meter (v. l. n. r.): Mayte Martínez, Hasna Benhassi, Janeth Jepkosgei Busienei

Die Kenianerin Janeth Jepkosgei Busienei führte von Beginn an mit einer Durchgangszeit von 56,16 Sekunden bei Rennhälfte. Auf der zweiten Runde versuchte vor allem Maria Mutola, die Lücke gering zu halten, wurde aber in der Zielkurve von Hasna Benhassi angegriffen. Mutola stürzte entkräftet auf der Zielgeraden. Mayte Martínez und Benhassi waren in der ersten Runde das hohe Tempo nicht mitgegangen und überspurteten auf den letzten zweihundert Metern das gesamte Feld. Nur die führende Kenianerin, die einem ungefährdeten Start-Ziel-Sieg entgegenlief, war nicht mehr zu erreichen.
| Platz | Name                      | Nation    | Zeit (min) |
| ----- | ------------------------- | --------- | ---------- |
| 1     | Janeth Jepkosgei Busienei | Kenia     | 1:56,04 WL |
| 2     | Hasna Benhassi            | Marokko   | 1:56,99    |
| 3     | Mayte Martínez            | Spanien   | 1:57,62    |
| 4     | Olga Kotljarowa           | Russland  | 1:58,22    |
| 5     | Brigita Langerholc        | Slowenien | 1:58,52    |
| 6     | Swjatlana Ussowitsch      | Belarus   | 1:58,92    |
| 7     | Swetlana Kljuka           | Russland  | 2:00,90    |
| DNF   | Maria de Lurdes Mutola    | Mosambik  |            |

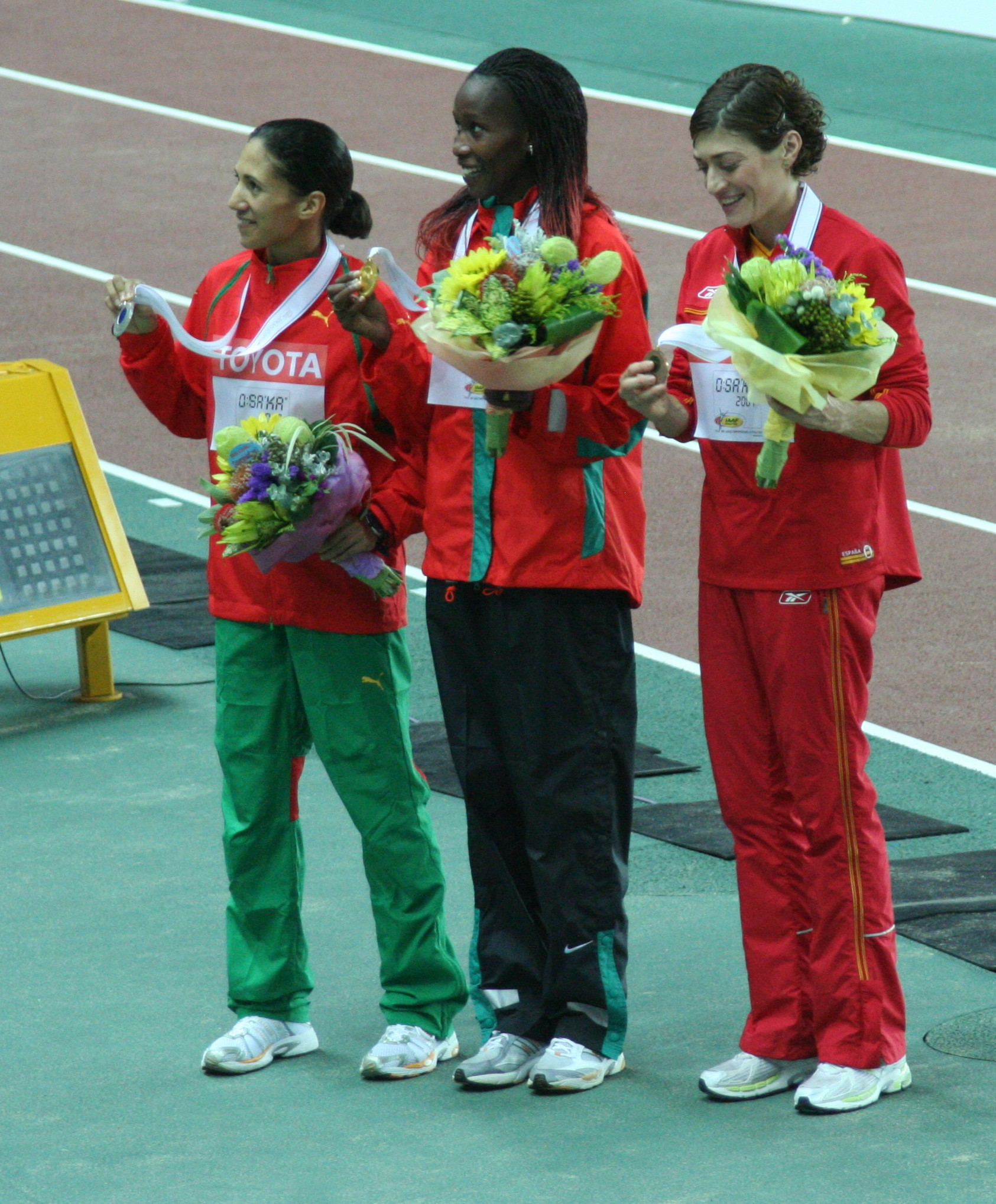
Siegerehrung
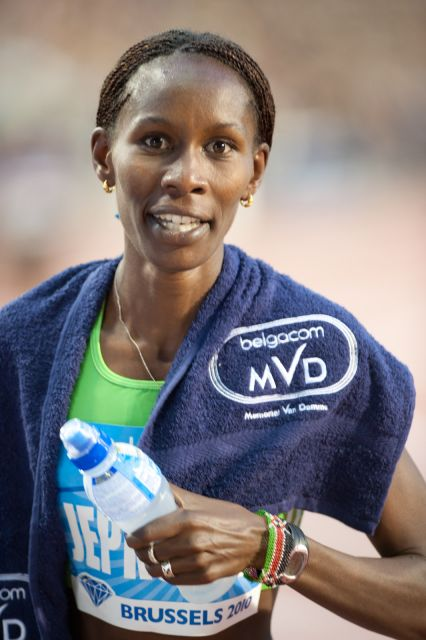
Nach dem Titelgewinn bei den Afrikameisterschaften 2006 wurde Janeth Jepkosgei Busienei nun Weltmeisterin
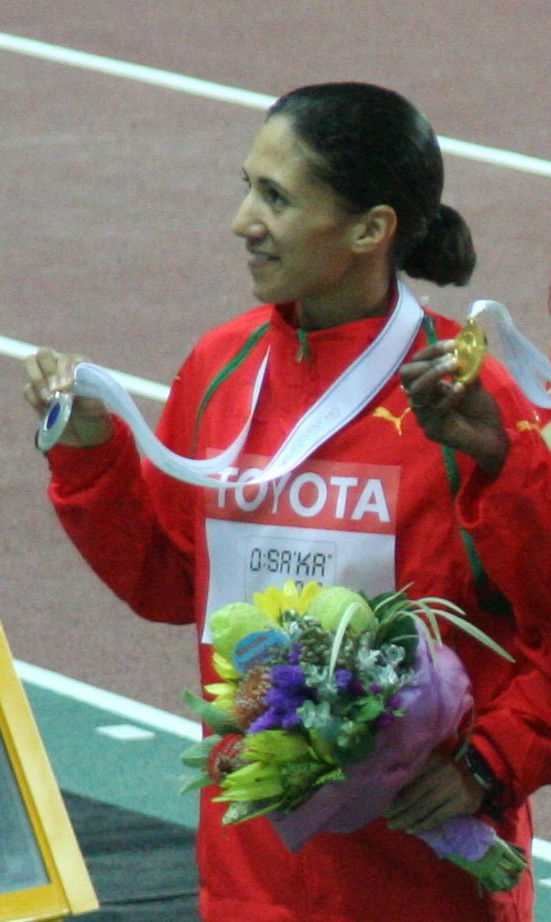
Hasna Benhassi: Die Olympiazweite von 2004 und bei Afrikameisterschaften sehr erfolgreiche  Hasna Benhassi wurde wie schon vor zwei Jahren Vizeweltmeisterin
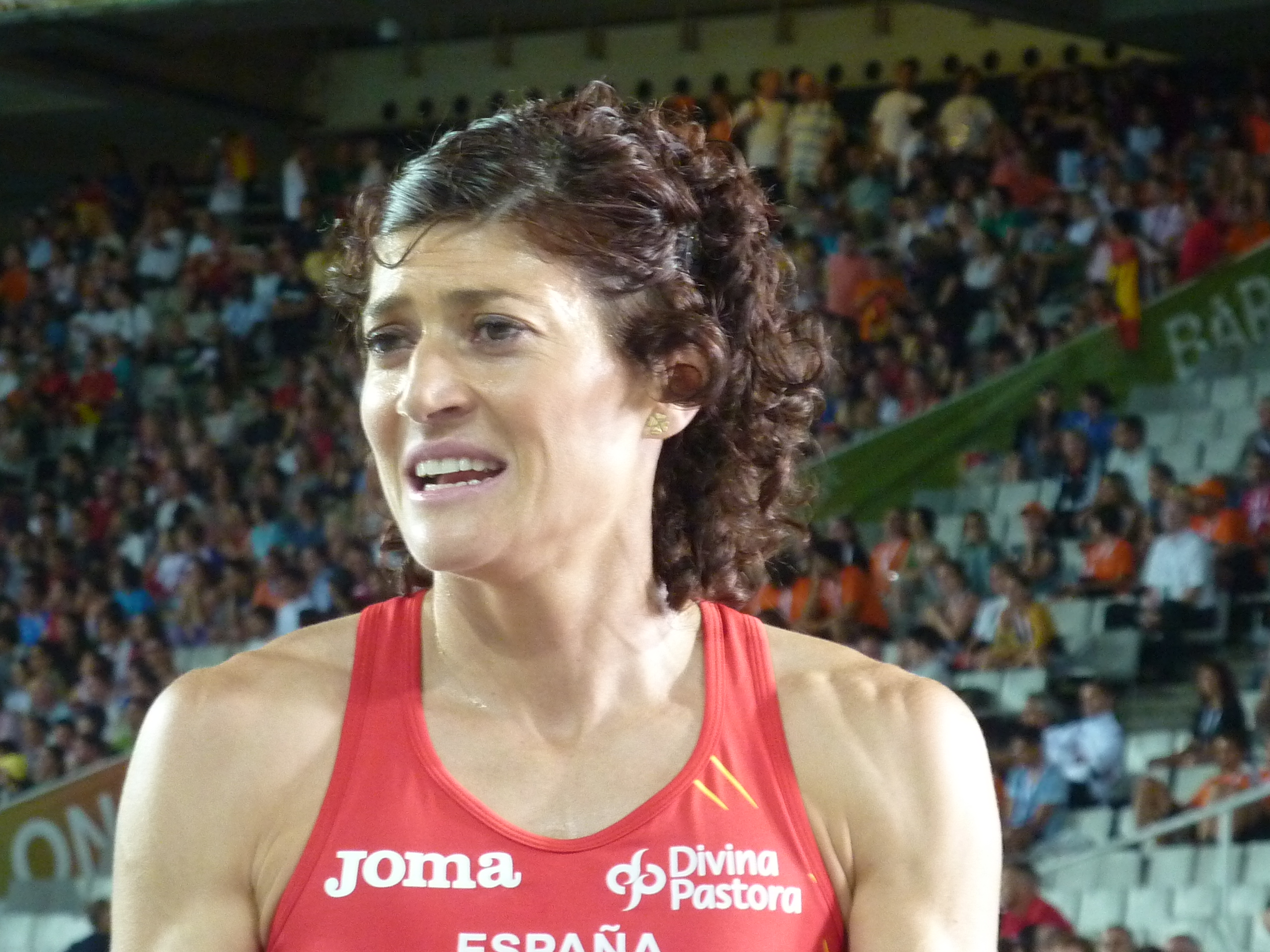
Bronzemedaillengewinnerin Mayte Martínez – sie war 2002 Vizeeuropameisterin
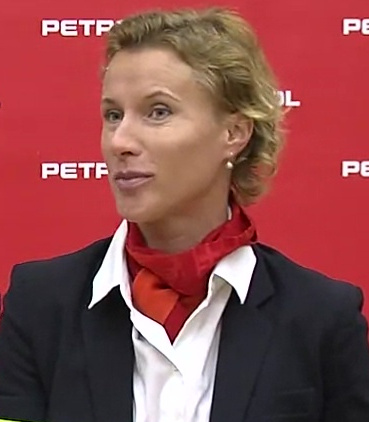
Rang fünf für Brigita Langerholc
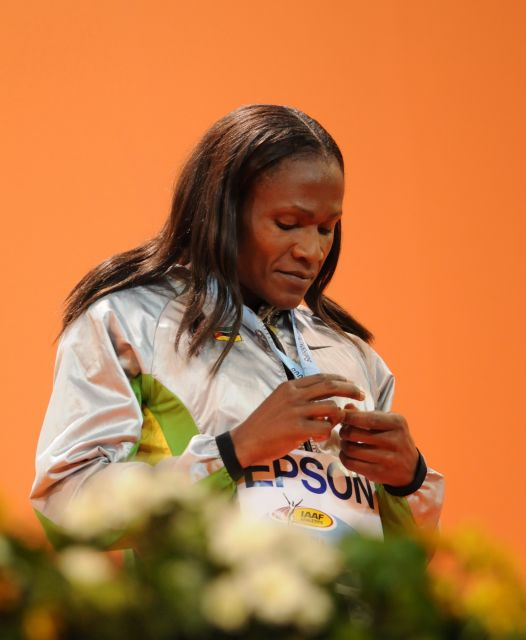
Die Olympiasiegerin von 2000 und dreifache Weltmeisterin (1993/2001/2003) Maria de Lurdes Mutola stürzte in der Endphase und erreichte so nicht das Ziel

## Video
- Jepkosgei gives Kenya new title, youtube.com, abgerufen am 3. November 2020